# Мохоемок
Мохоэмок  (550–656) — ирландский святой, игумен. День памяти — 13 марта.
Святой Мохоэмок (Mochoemoc), известный также как Пульхерий, был племянником святой Иты из Килледи, которая вырастила его. Он стал монахом в Бангорском монастыре под руководством настоятеля святого Комгалла Бангорского. Святой Мохоэмок был настоятелем-основателем монастыря Лиат-Мохоэмок (Лиатмор).